# وست ماونتن (یوتا)
وست ماونتن (به انگلیسی: West Mountain) یک منطقهٔ مسکونی در ایالات متحده آمریکا است که در شهرستان یوتا، یوتا واقع شده‌است. وست ماونتن ۲۸٫۰ کیلومتر مربع مساحت و ۱٬۱۸۶ نفر جمعیت دارد و ۱٬۳۸۶ متر بالاتر از سطح دریا واقع شده‌است.